# Isabella van Villehardouin
Isabella van Villehardouin (circa 1260/1263 - 23 januari 1312) was van 1289 tot 1307 vorstin van Achaea. Ze behoorde tot het huis Villehardouin.

## Levensloop
Isabella was de oudste dochter van Willem II van Villehardouin, vorst van Achaea, en diens derde echtgenote Anna Komnena Doukaina, dochter van Michaël II Komnenos Doukas, despoot van Epirus. 
Op 28 mei 1271 huwde ze met Filips (1256-1277), zoon van koning Karel I van Napels. Het huwelijk werd vastgelegd in het Verdrag van Viterbo van mei 1267 tussen Karel, de verbannen keizer Boudewijn II van Constantinopel en Isabella's vader. Willem haalde voordeel uit de precaire situatie van de overblijfselen van het Latijnse Keizerrijk en kreeg de suzereine rechten over het vorstendom Achaea. Bovendien werd beslist dat de erfgenamen van Boudewijn en Willem moesten huwen met kinderen van Karel. In het geval dat deze echtparen geen nakomelingen hadden, zouden het Latijnse Keizerrijk en het vorstendom Achaea terugvallen aan de kroon van Napels.
In 1274 werden Filips en Isabella titulair koning en koningin van Thessaloniki. Drie jaar later, op Nieuwjaarsdag 1277, stierf Filips. Omdat het echtpaar kinderloos gebleven was, ging het vorstendom Achaea na de dood van haar vader in 1278 naar Karel I van Napels, zoals in het verdrag was bepaald.
Karel I stierf in 1285 en werd daarna als koning van Napels opgevolgd door zijn zoon Karel II. Toen Isabella op 16 september 1289 hertrouwde met Floris van Henegouwen (1255-1297), schonk Karel II hen het vorstendom Achaea, op voorwaarde dat, als ze haar echtgenoot overleefde, niet zou hertrouwen zonder Karels toestemming. Floris en Isabella kregen een dochter: Mathilde (1293-1331), die later vorstin van Achaea werd. 
Floris onderhandelde als vorst in 1290 het Verdrag van Glarentsa met het Byzantijnse Rijk. De vrede tussen het Byzantijnse Rijk en Achaea bleef bestaan tot in 1293, toen de Grieken Kalamáta innamen. De afgezanten van Florent konden de Byzantijnse keizer Andronikos II Palaiologos er uiteindelijk van overtuigen om Kalamáta terug te geven. In 1296 namen de Grieken ook het Sint-Georgekasteel in Arcadië in. Floris liet het kasteel vervolgens belegeren, maar stierf voor het ingenomen kon worden.
Op 12 februari 1301 trad Isabella in Rome voor een derde maal in het huwelijk. Haar derde echtgenoot was heer Filips I van Piëmont, die vorst van Achaea werd. Filips was van plan om heel Laconië van de Grieken te veroveren. Hij was echter een autoritaire heerser en kwam in conflict met de lokale adel. Hij probeerde de baronnen van Morea te kalmeren, maar moest in 1304 akkoord gaan met de invoering van een parlement. Vervolgens kwamen ook de boeren in opstand tegen de hoge belastingen die ze moesten betalen. In 1306 werden Filips en Isabella door koning Karel II naar Napels gesommeerd. Filips werd beschuldigd van disloyaliteit en verweet hem niet genoeg deelgenomen te hebben aan de veldtocht tegen het despotaat Epirus. Isabella zelf werd verweten dat ze niet de toestemming van haar suzerein had gevraagd voor haar huwelijk met Filips. Als sanctie werden Isabella en Filips op 5 mei 1306 van Achaea ontheven, waarna het vorstendom naar Karels zoon Filips I van Tarente ging. Op 11 mei 1307 gaf Filips zijn claim op Achaea op, in ruil voor het vorstendom Alba. Isabella was daar niet tevreden mee en liet zich van Filips scheiden. Vervolgens ging ze in Henegouwen leven, van waaruit ze Achaea bleef claimen.
Isabella overleed in februari 1312. In 1313 stond Filips I van Tarente het vorstendom Achaea af aan haar dochter Mathilde.

## Nakomelingen
Isabella en haar derde echtgenoot Filips van Piëmont kregen volgende kinderen:
- Maria (1301), jong gestorven
- Margaretha (1303-1371), huwde in 1324 met graaf Reinoud van Forez